# Johan Verbist
Johan Verbist (13 april 1966) is een voormalig Belgische voetbalscheidsrechter. Hij is bediende van beroep en was van 2016 tot 2019 de scheidsrechtersbaas van de Belgische competities.

## Carrière
Johan Verbist begon zijn scheidsrechterscarrière in 1983, op 17-jarige leeftijd, bij de preminiemen van KFC Duffel. Hij had aanvankelijk niet de ambitie om een professionele arbiter te worden, maar volgde uiteindelijk toch een officiële opleiding. In 1990 floot hij zijn eerste wedstrijd in vierde klasse. Een jaar eerder was hij in bevordering al eens actief als grensrechter.
Op 12 mei 1996 debuteerde de Antwerpenaar in eerste klasse. In de Belgische competitie leidde hij toen met assistenten Fernand Weytens en Pieter Polfliet het duel tussen KSV Waregem en Sint-Truidense VV. Sindsdien is hij regelmatig actief in zowel de Belgische eerste klasse als de Nederlandse eredivisie. In 2004 en 2014 werd hij in België verkozen tot Scheidsrechter van het Jaar.
Verbist was ook jaren actief in Europa. Zo leidde hij wedstrijden van Schalke 04, Bayern München en Sporting Lissabon. In 2010 zette hij een punt achter zijn internationale carrière. Zijn laatste Europees duel vond plaats op 15 juli 2010. Het ging om een kwalificatiewedstrijd voor de Europa League tussen FC Atıraw en Győri.
Op 20 mei 2019 stapte Verbist op als scheidsrechtersbaas.

## Interlands
| Datum            | Plaats                   | Wedstrijd                 | Uitslag | Competitie      | Kreeg geel | Kreeg voor de tweede keer geel en dus rood | Weggestuurd |
| ---------------- | ------------------------ | ------------------------- | ------- | --------------- | ---------- | ------------------------------------------ | ----------- |
| 29 maart 2003    | Minsk, Wit-Rusland       | Wit-Rusland – Moldavië    | 2 – 1   | EK-kwalificatie | 2          | 0                                          | 0           |
| 28 april 2004    | Sofia, Bulgarije         | Bulgarije – Kameroen      | 3 – 0   | Oefeninterland  | 1          | 0                                          | 0           |
| 9 februari 2005  | Skopje, Macedonië        | Macedonië – Andorra       | 0 – 0   | WK-kwalificatie | 7          | 0                                          | 0           |
| 7 september 2005 | Bakoe, Azerbeidzjan      | Azerbeidzjan – Oostenrijk | 0 – 0   | WK-kwalificatie | 7          | 0                                          | 0           |
| 8 oktober 2005   | Dnipropetrovsk, Oekraïne | Oekraïne – Albanië        | 1 – 1   | WK-kwalificatie | 0          | 0                                          | 0           |
| 1 juni 2006      | Oslo, Noorwegen          | Noorwegen – Zuid-Korea    | 0 – 0   | Oefeninterland  | 0          | 0                                          | 0           |
| 2 september 2006 | Tallinn, Estland         | Estland – Israël          | 0 – 1   | EK-kwalificatie | 2          | 0                                          | 0           |
| 24 maart 2007    | Graz, Oostenrijk         | Oostenrijk – Ghana        | 1 – 1   | Oefeninterland  | 3          | 0                                          | 0           |
| 3 juni 2010      | Brussel, België          | Mexico – Italië           | 2 – 1   | Oefeninterland  | 4          | 0                                          | 0           |